# Hluhiv
Hluhiv (în ucraineană Глухів) este oraș regional în regiunea Sumî, Ucraina. Deși subordonat direct regiunii, orașul este și reședința raionului Hluhiv. 

## Galerie

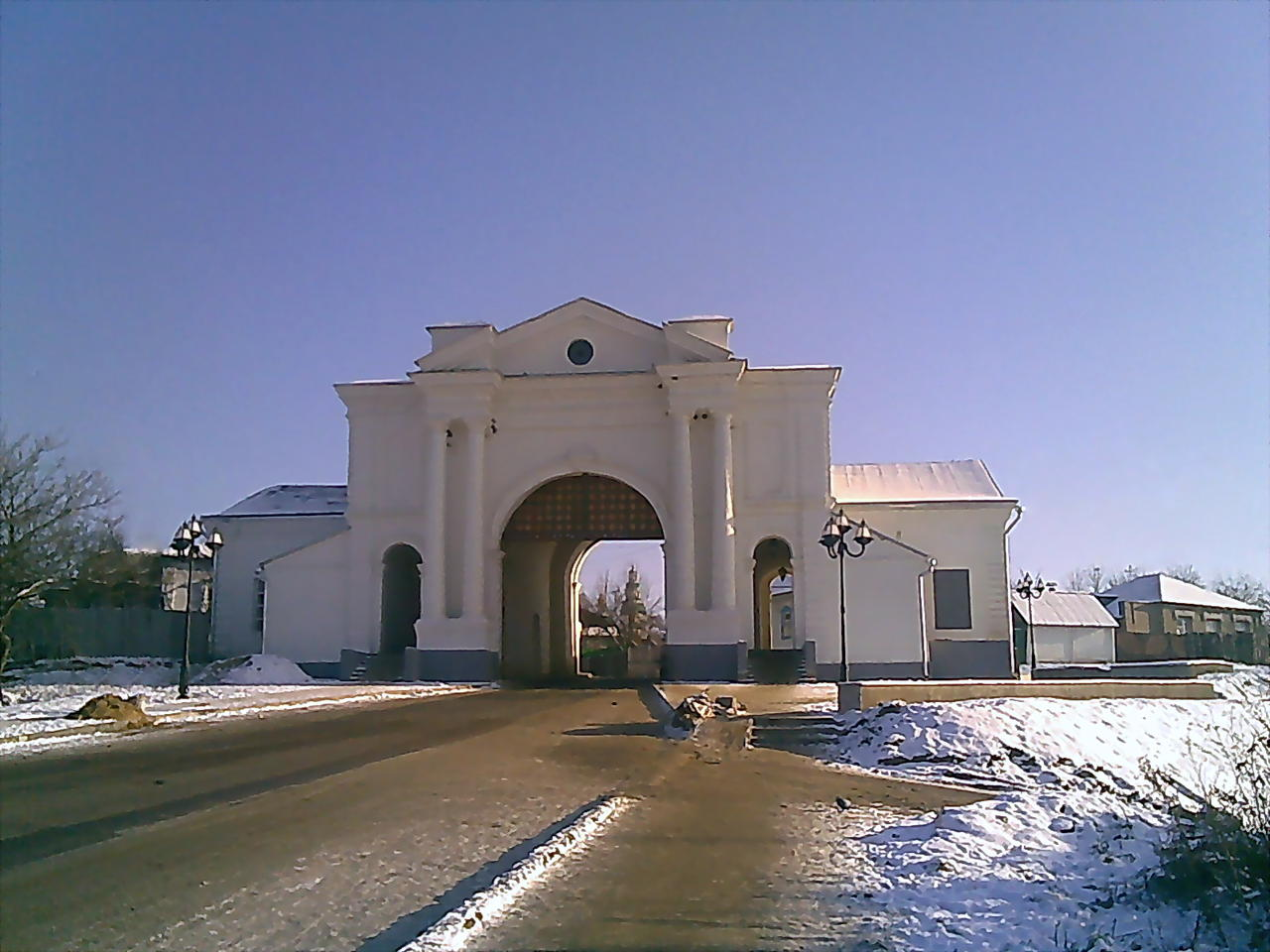
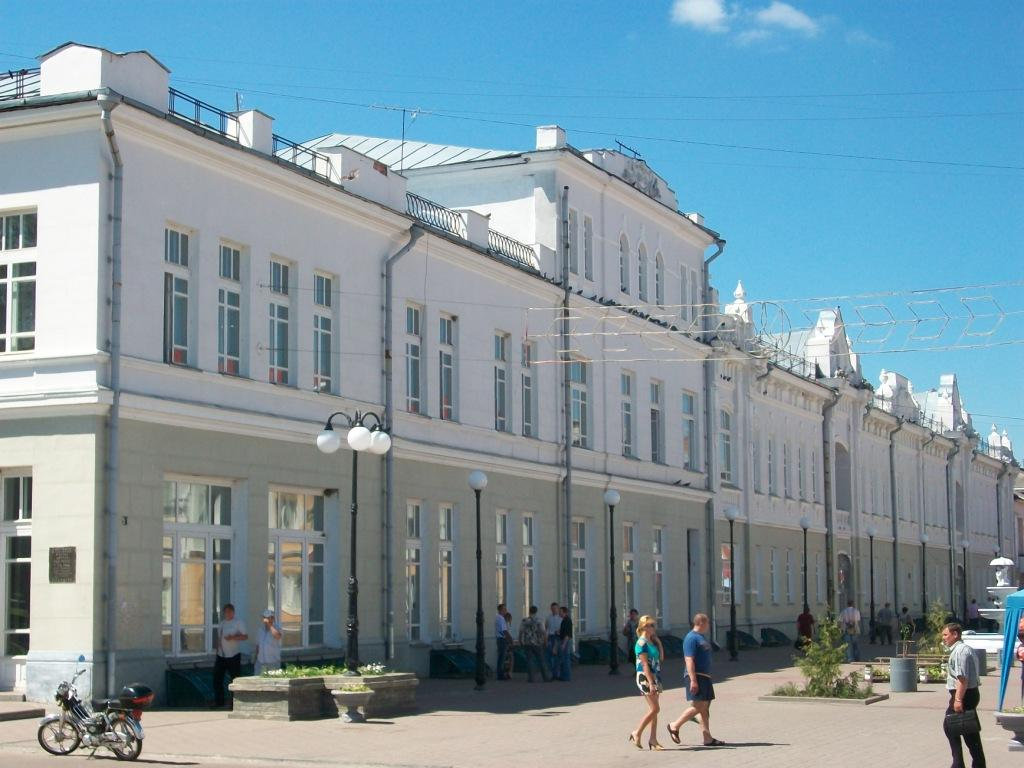
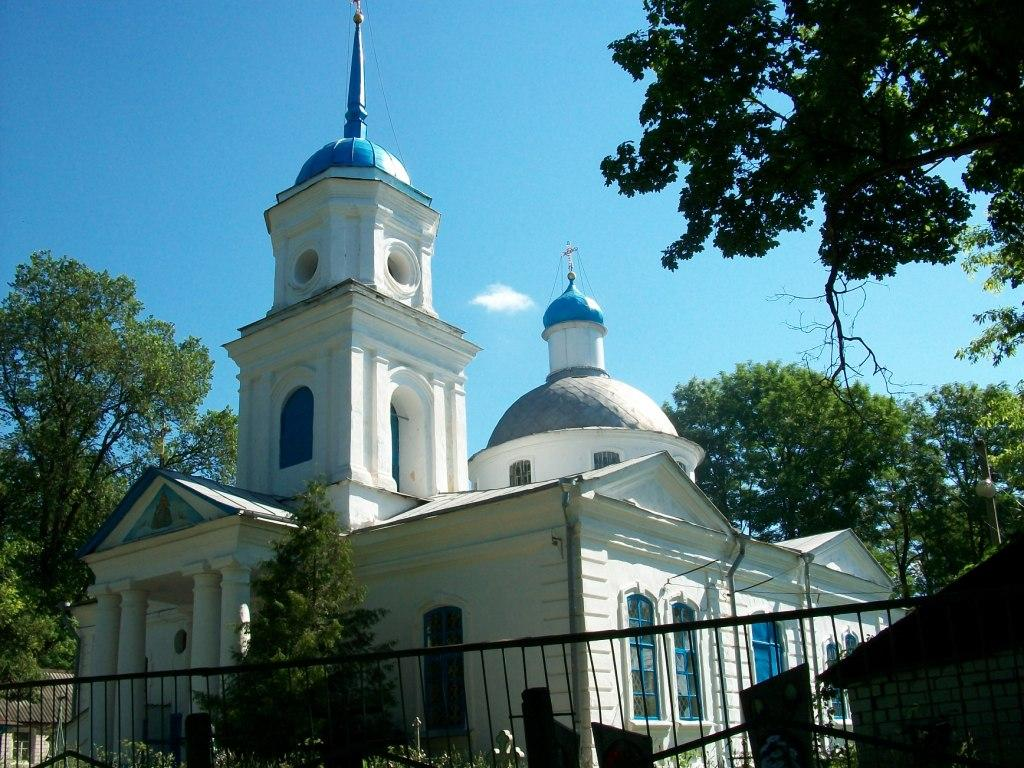
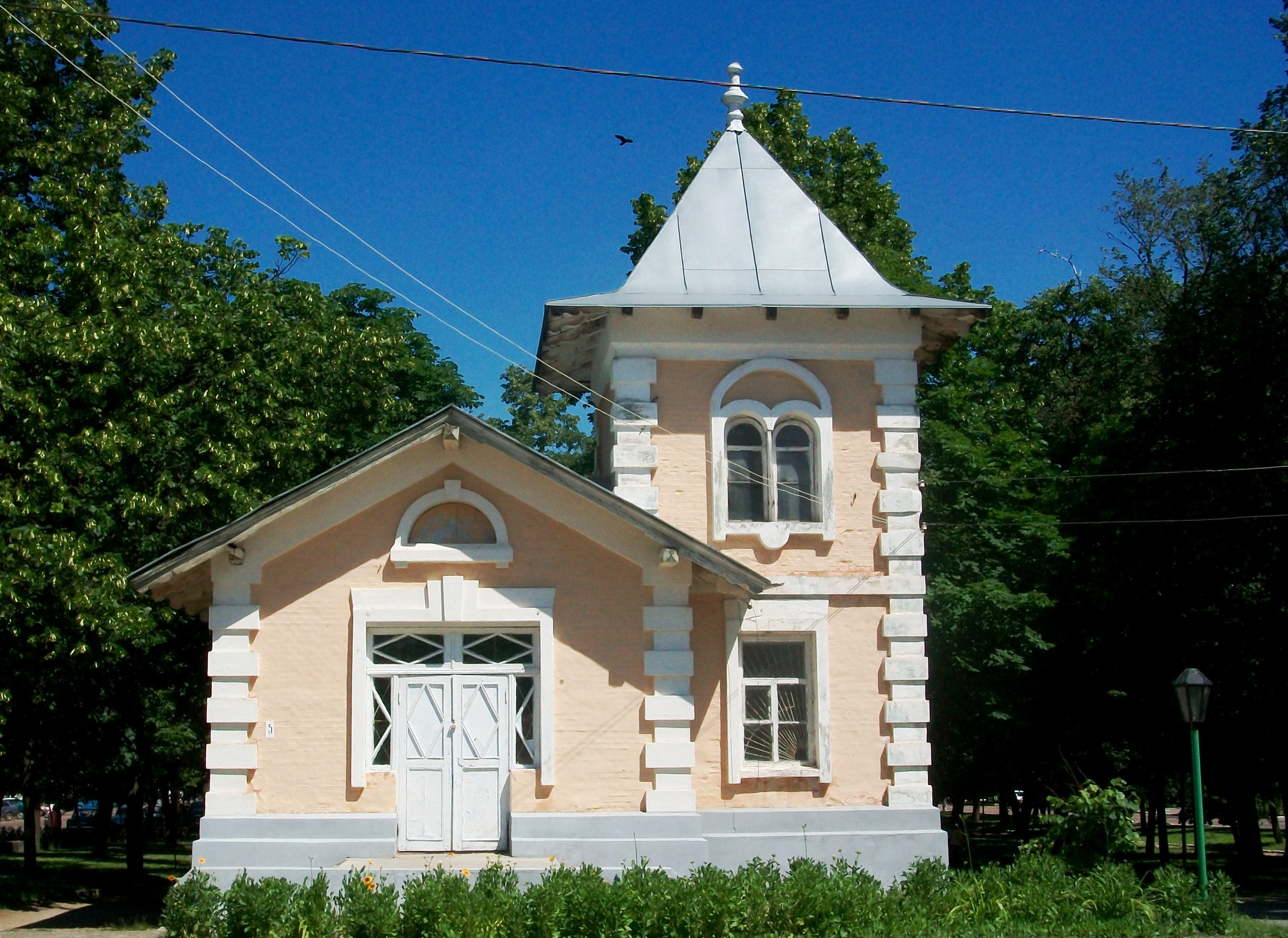
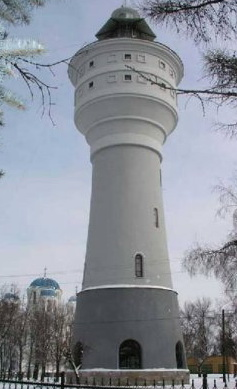
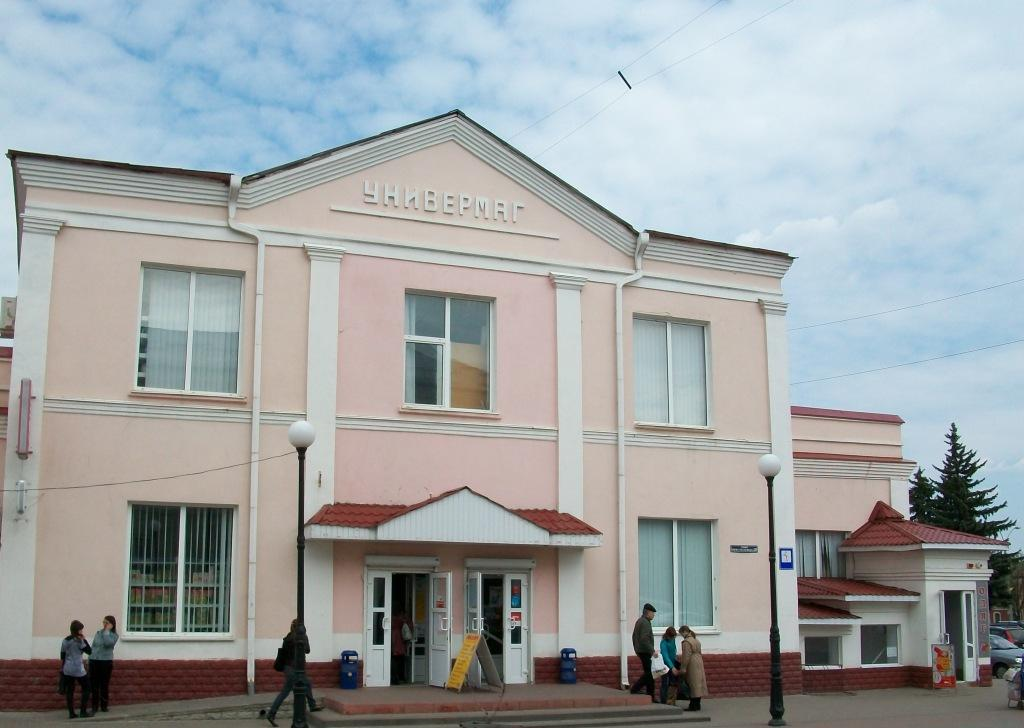
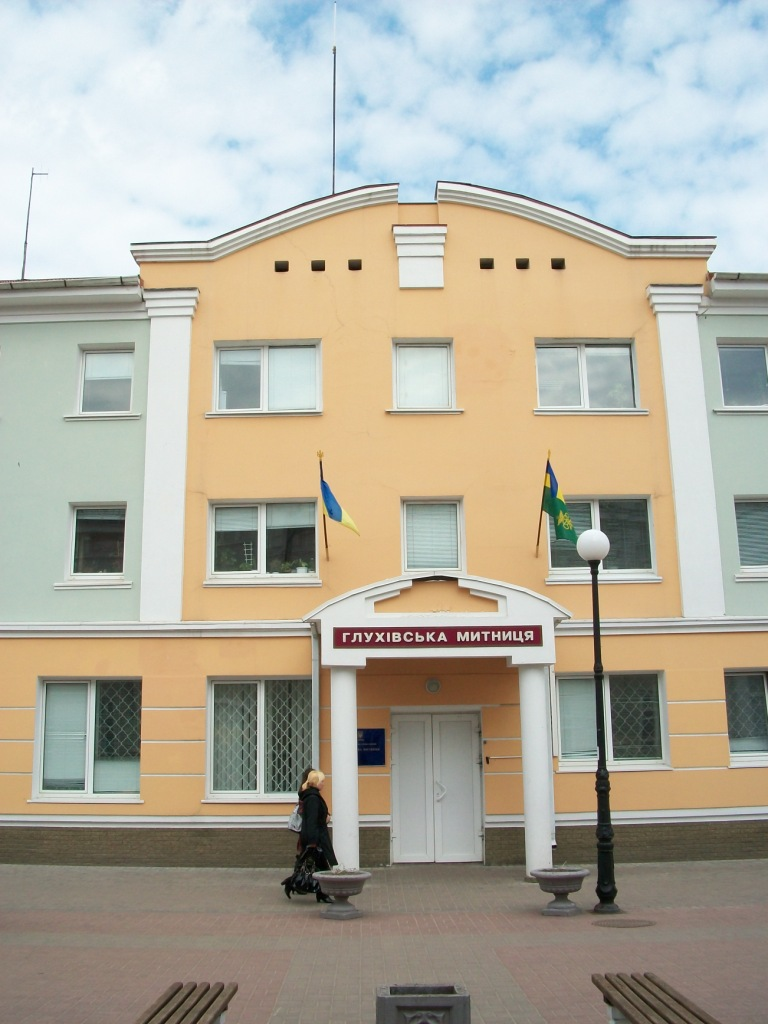
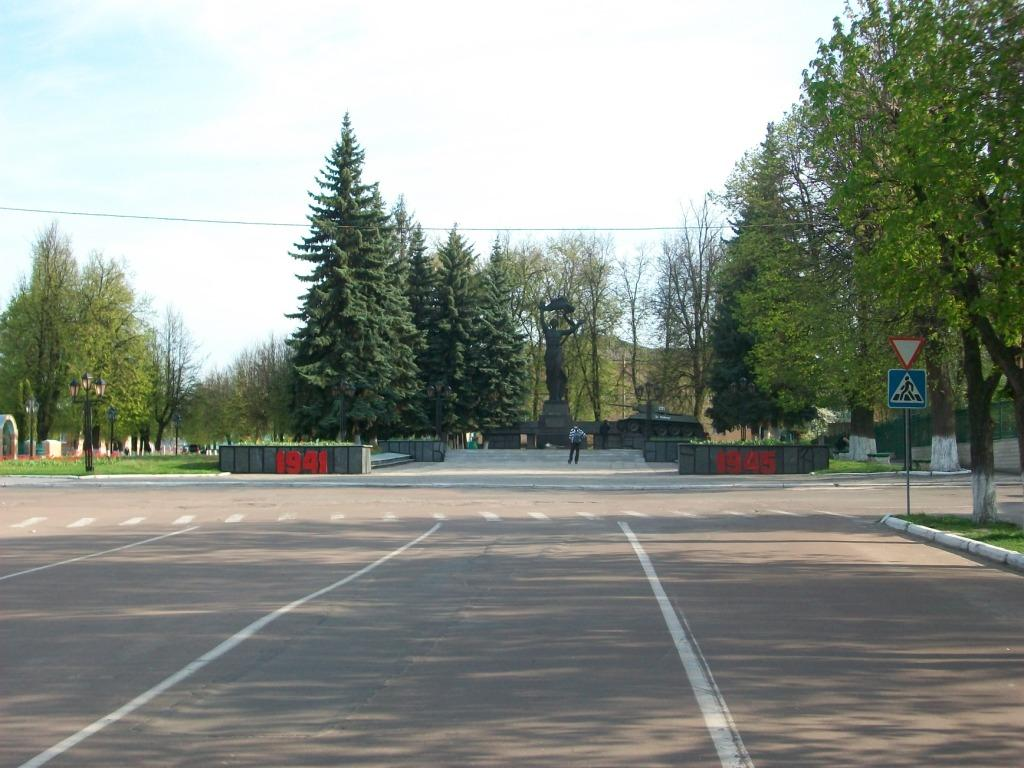
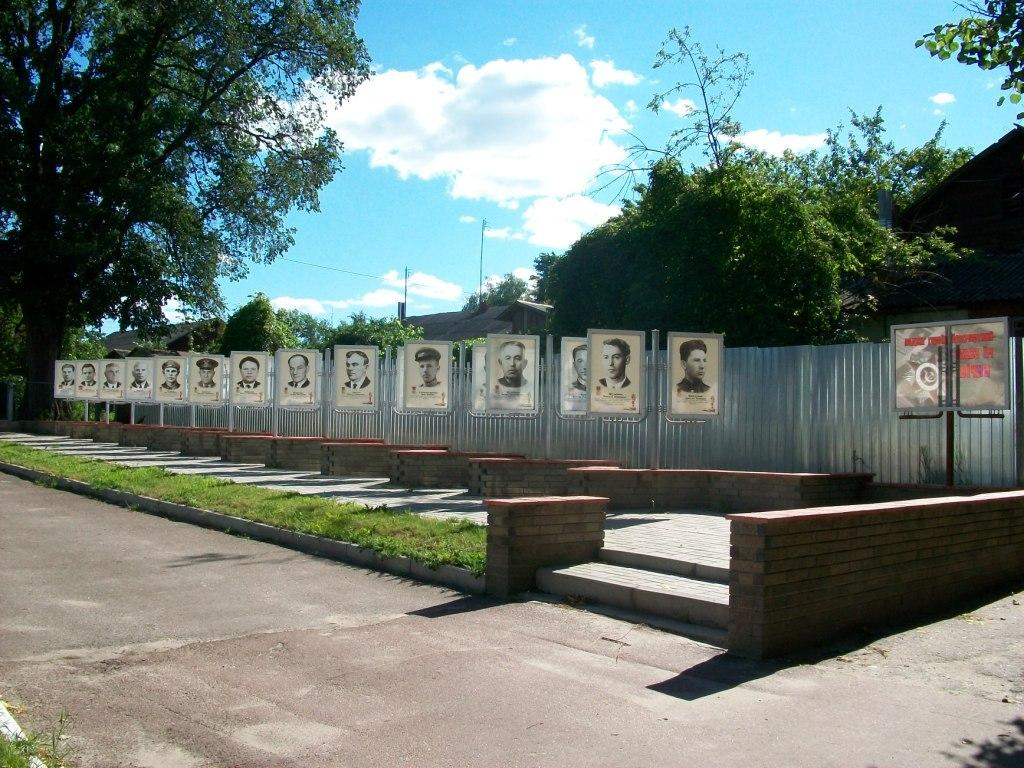
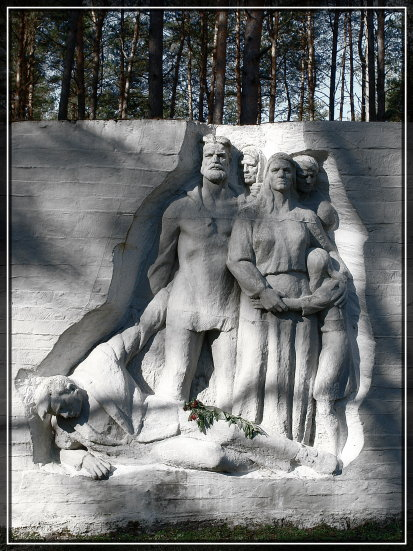
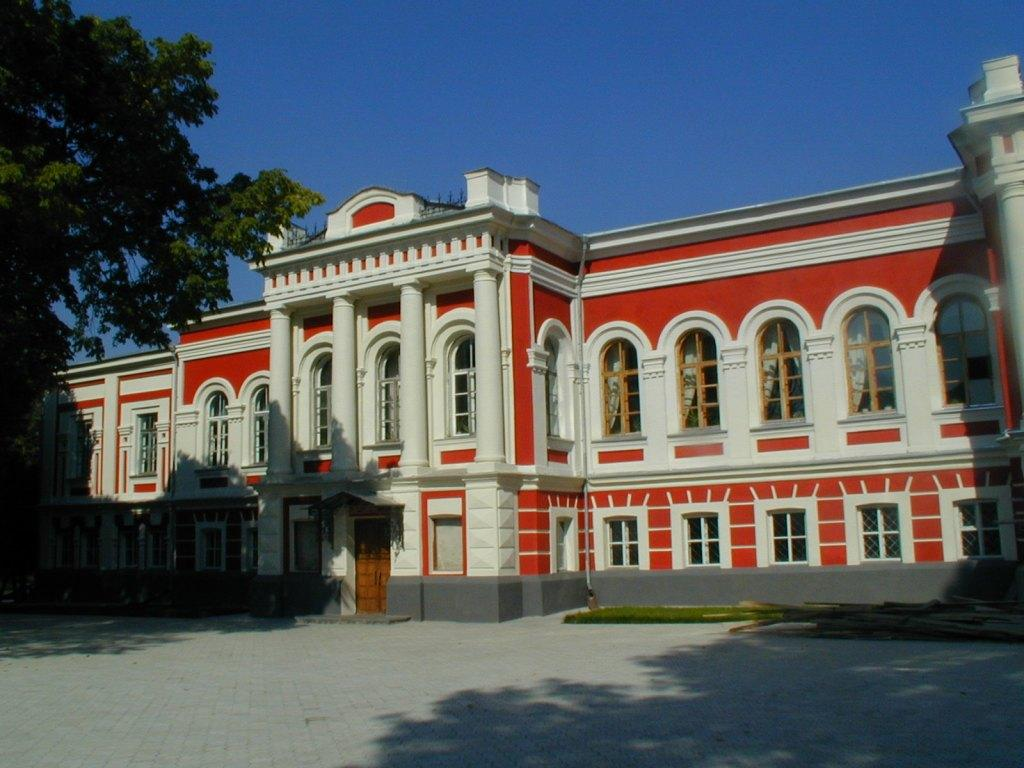
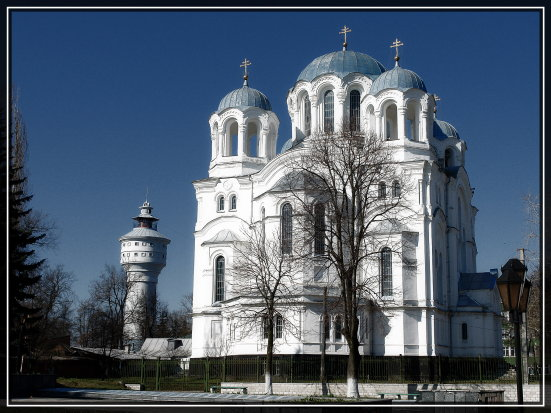
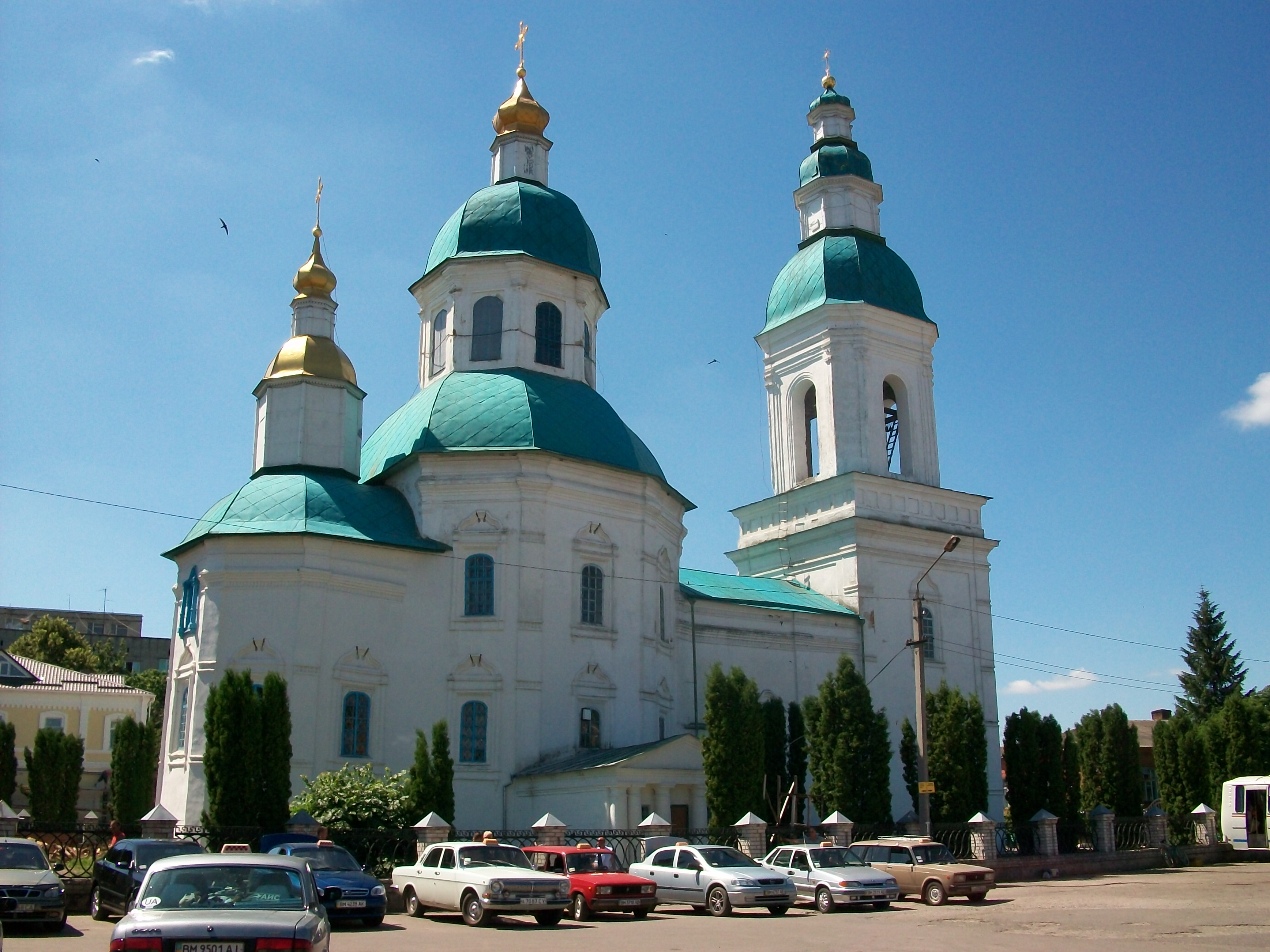
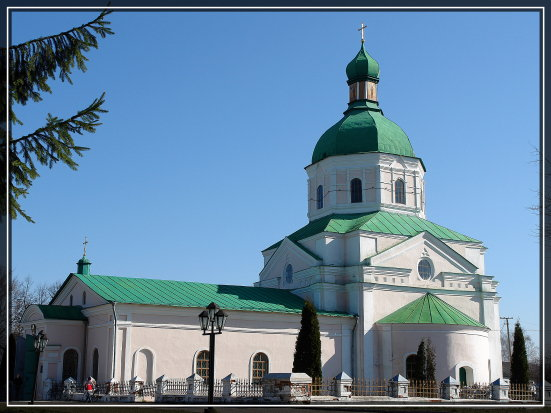
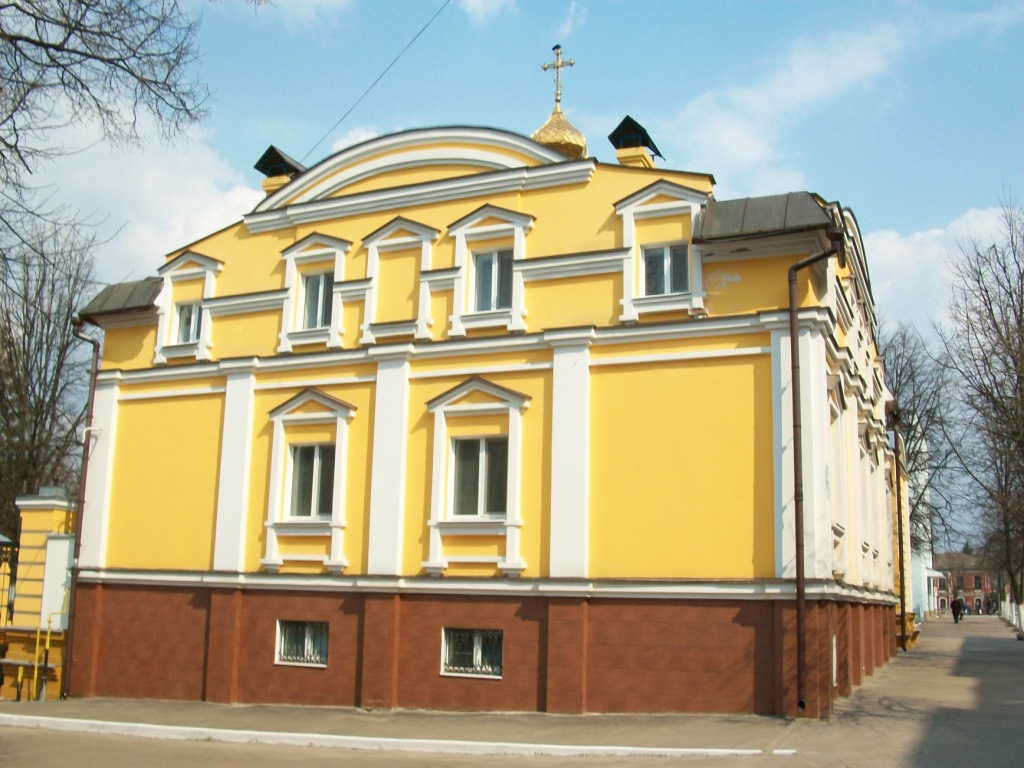
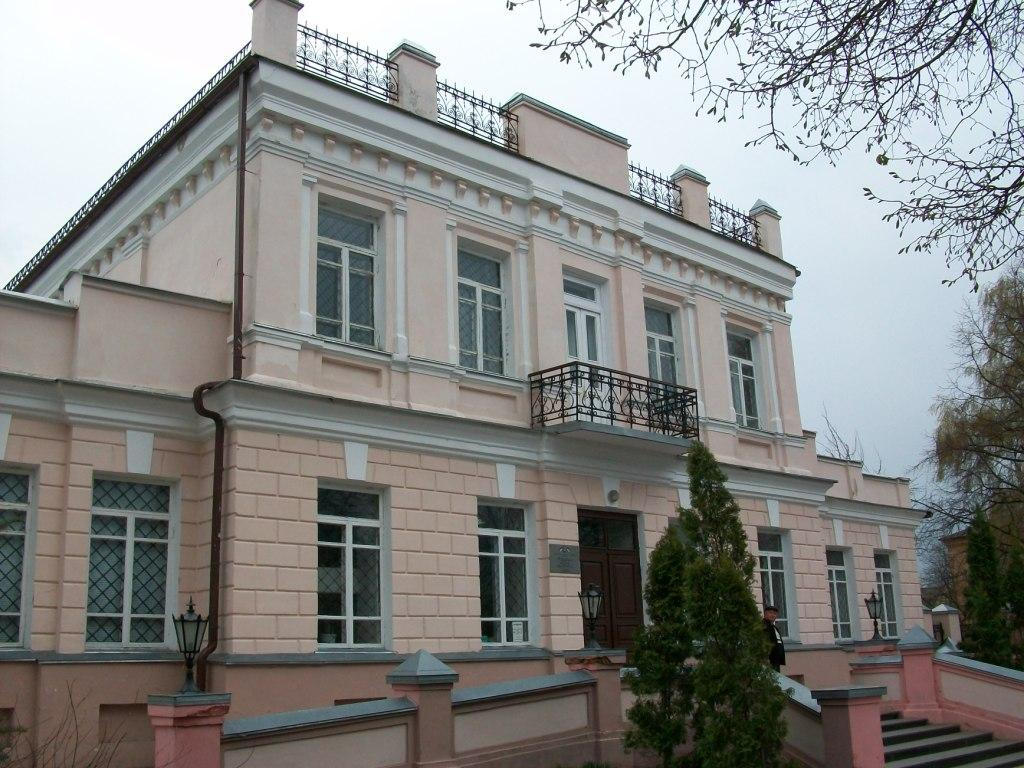
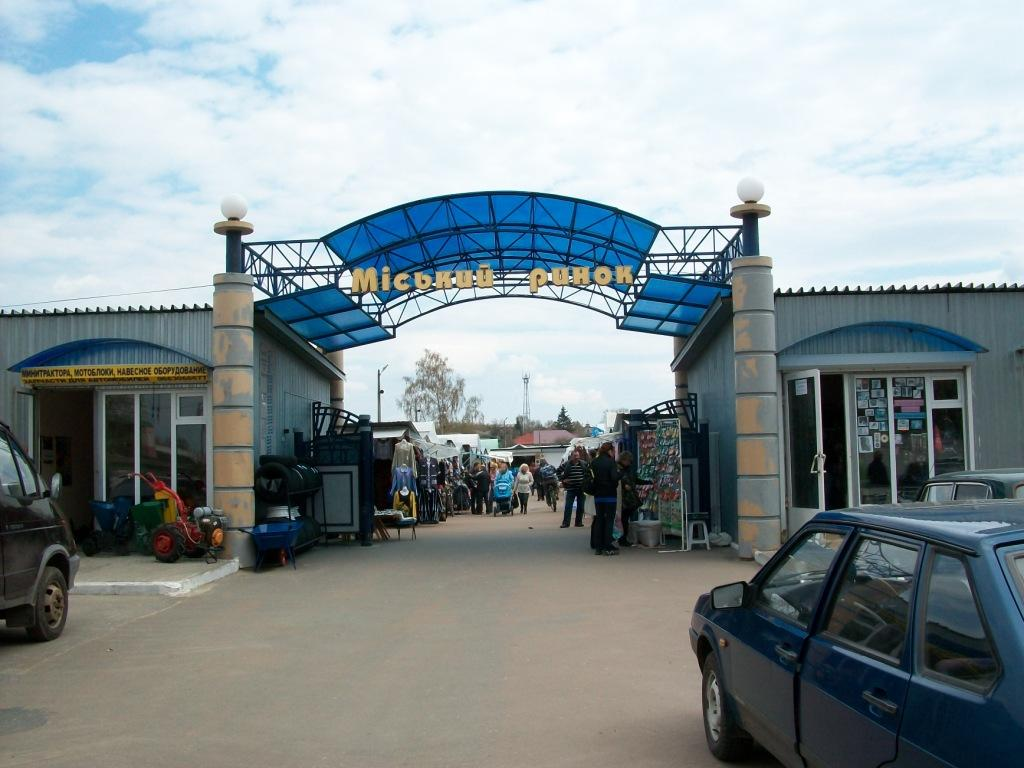
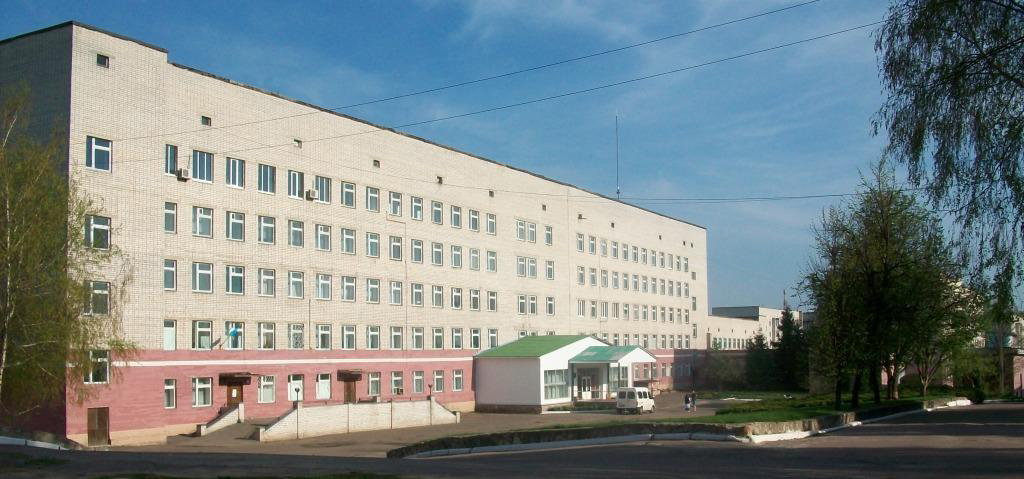
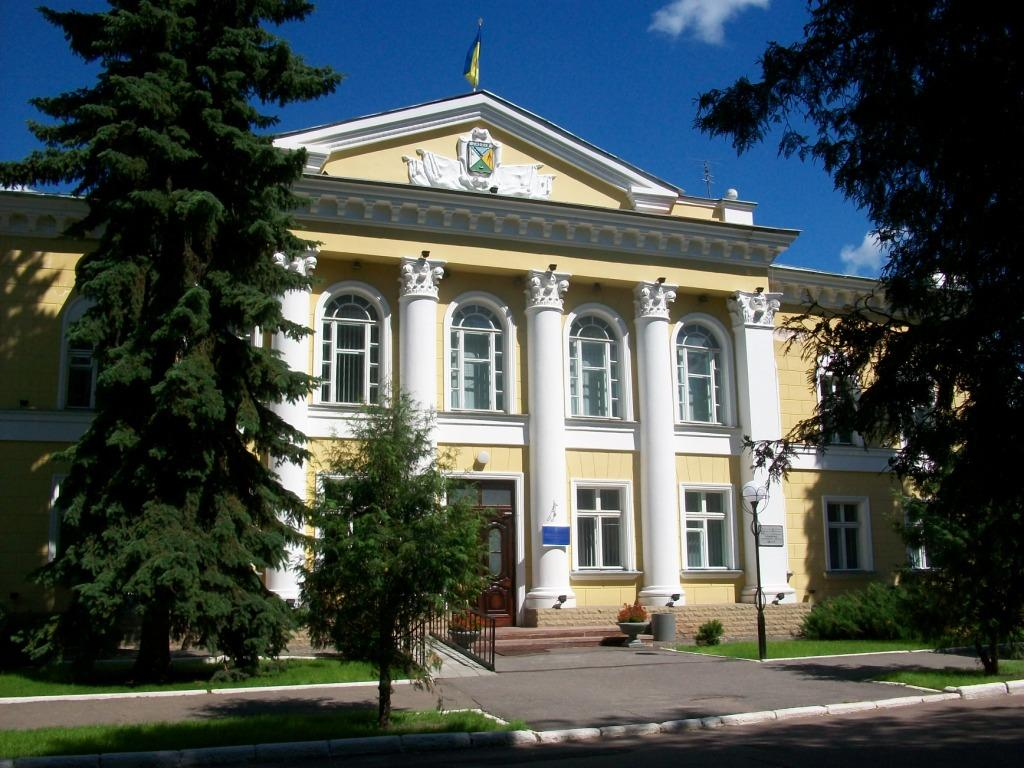
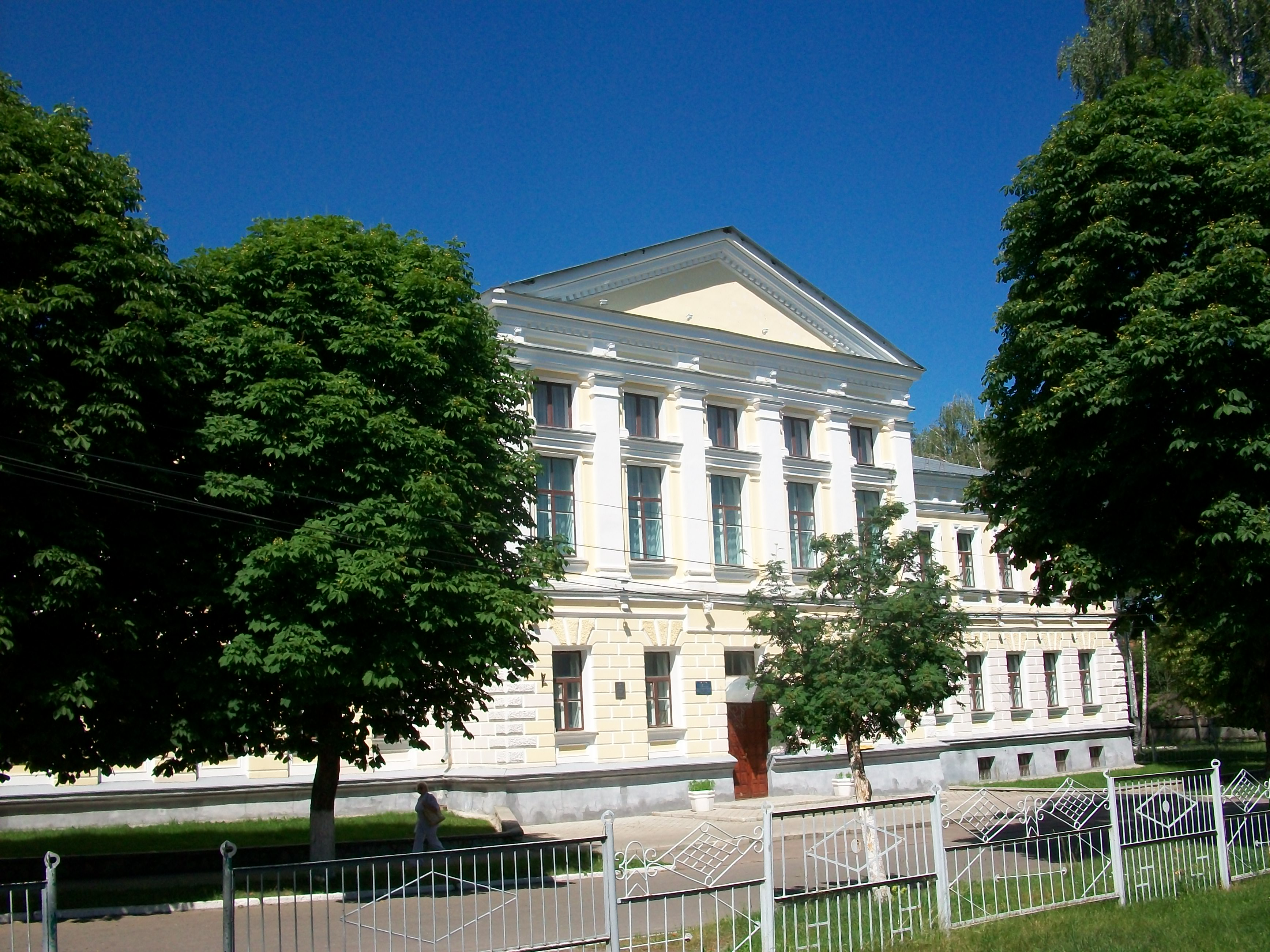
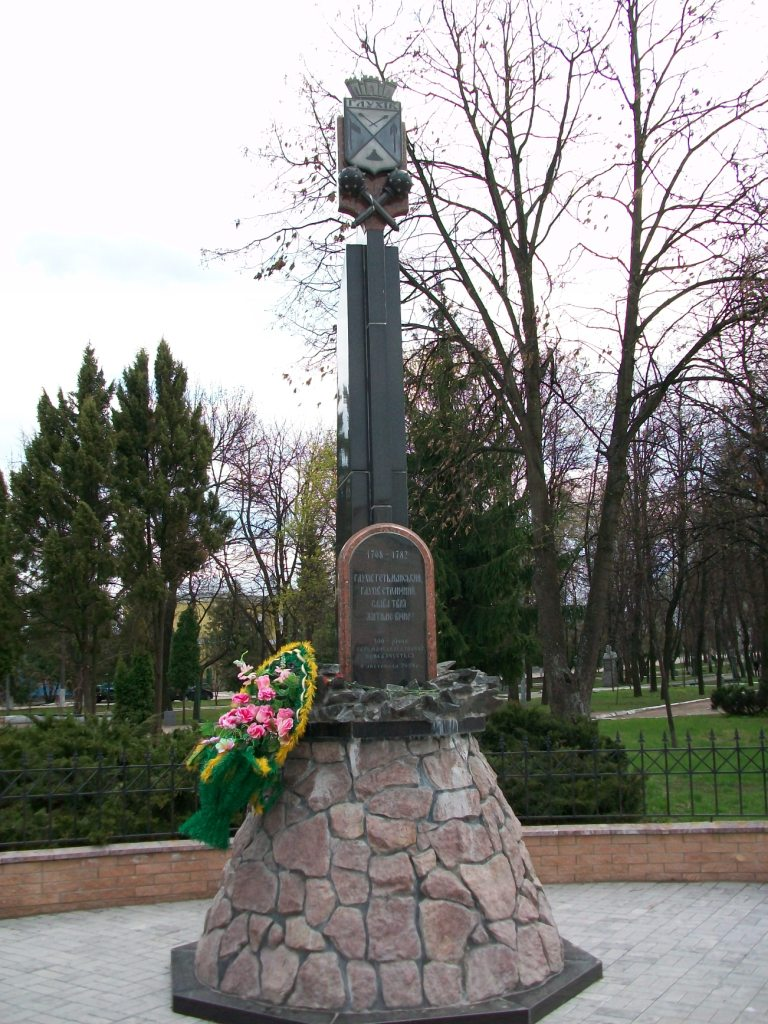
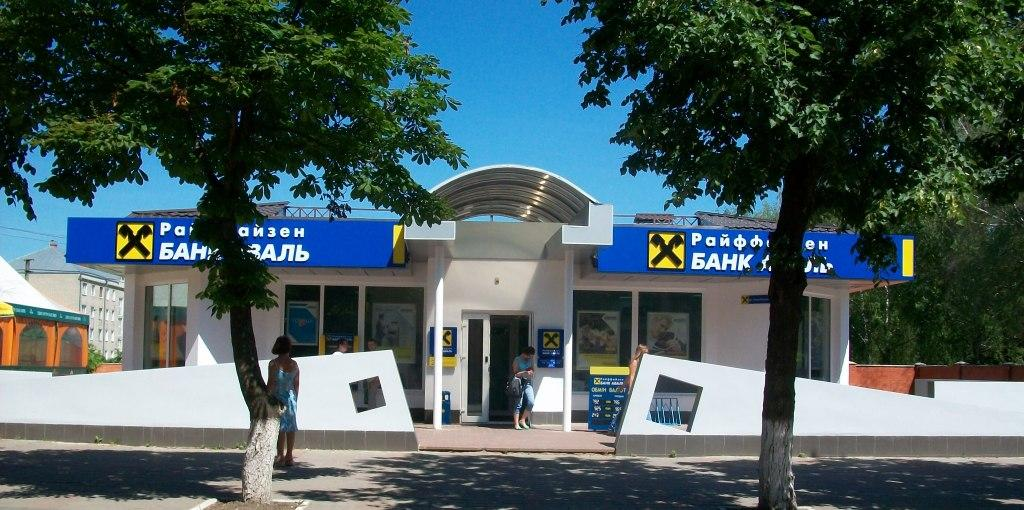

## Demografie
Componența lingvistică a orașului Hluhiv
     Ucraineană (83,2%)
     Rusă (16,49%)
     Alte limbi (0,15%)
Conform recensământului din 2001, majoritatea populației orașului Hluhiv era vorbitoare de ucraineană (83,2%), existând în minoritate și vorbitori de rusă (16,49%).